# Xylophanes tersa
Xylophanes tersa is een vlinder uit de familie van de pijlstaarten (Sphingidae). De wetenschappelijke naam werd in 1771 gepubliceerd door Carl Linnaeus.

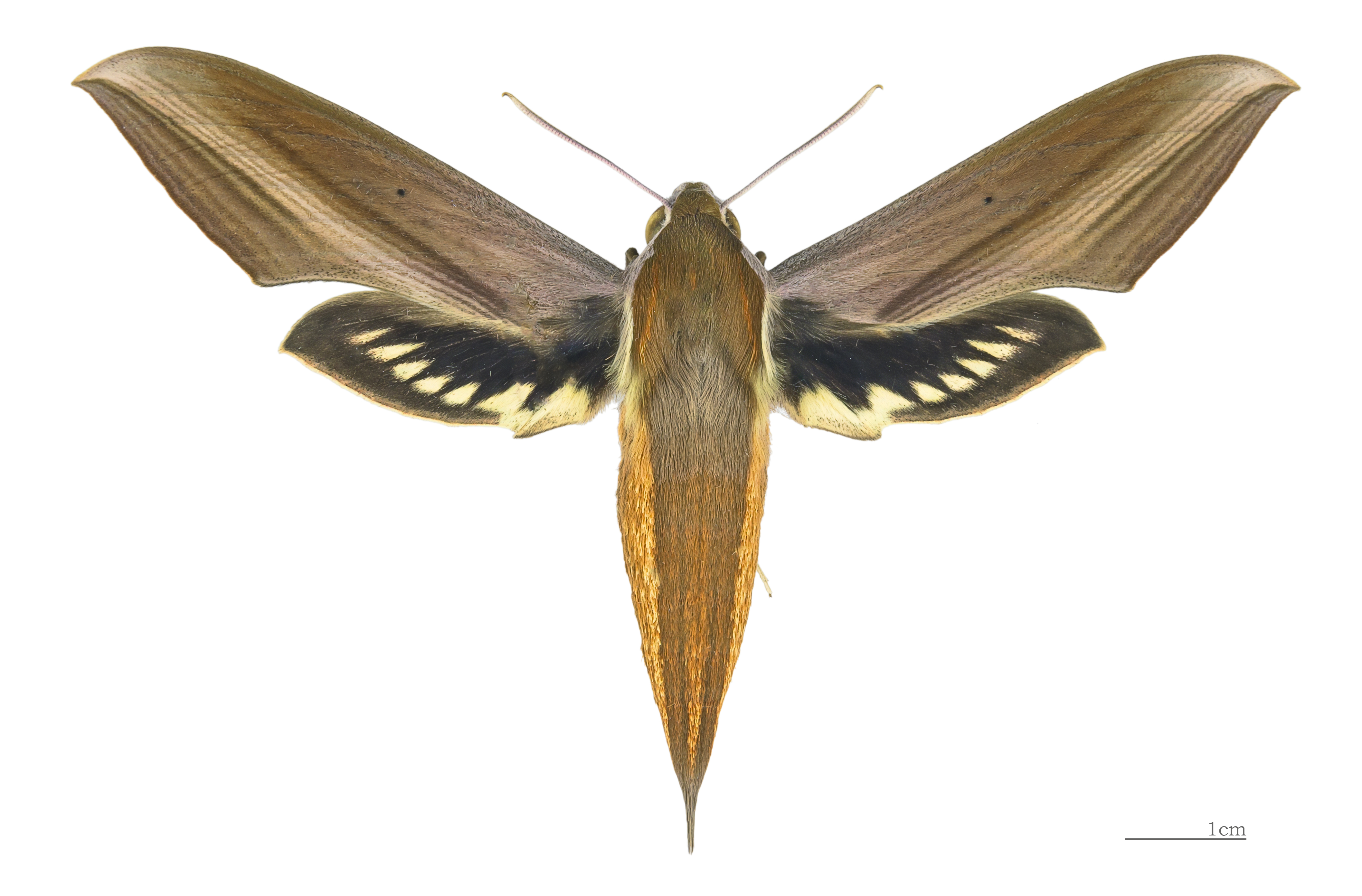
Rugzijde
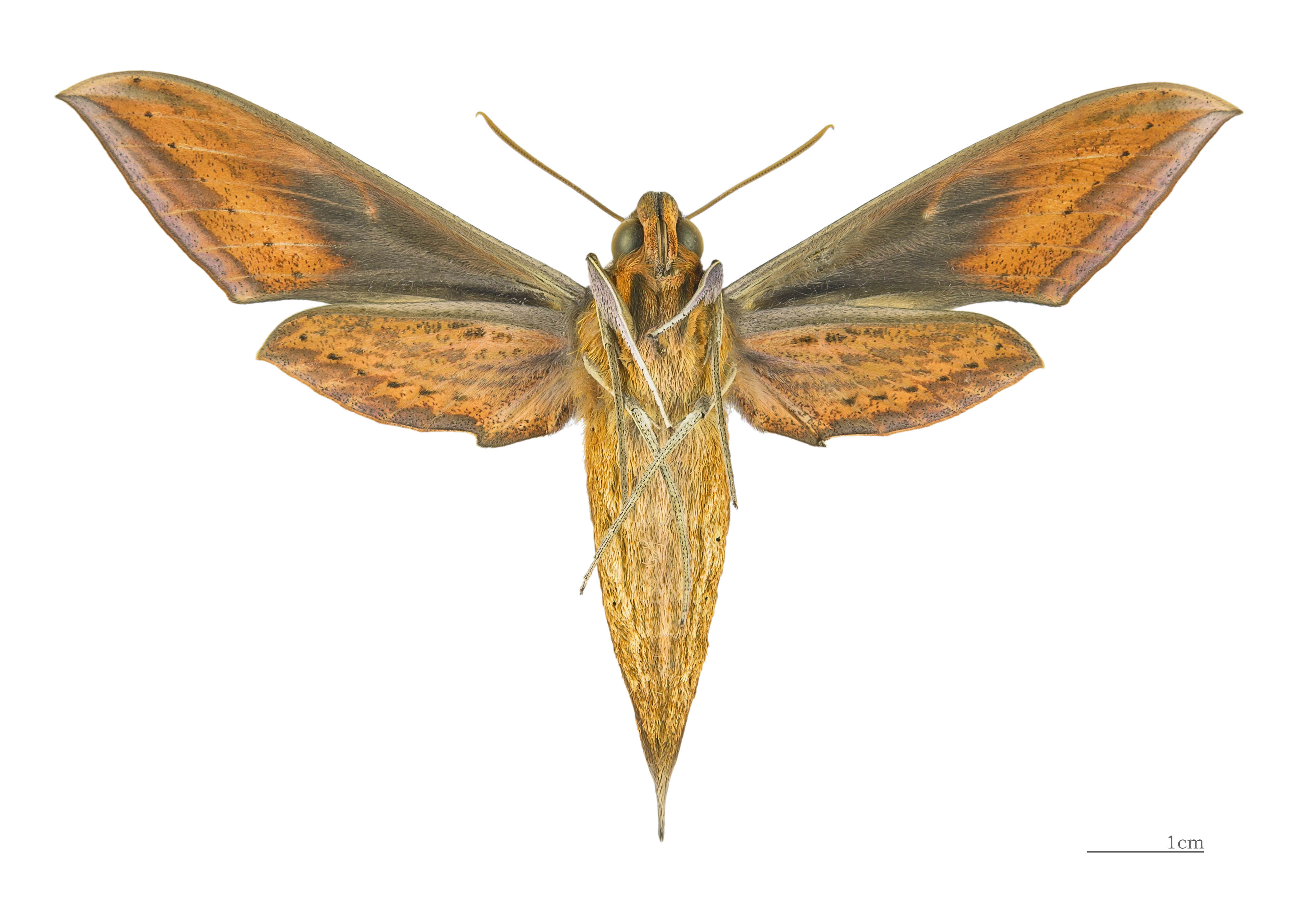
buikzijde